# Das Rad der Zeit (Fernsehserie)
Das Rad der Zeit (Originaltitel The Wheel of Time) ist eine Fantasyserie, die auf der Buchreihe Das Rad der Zeit von Robert Jordan basiert. Die Serie feierte am 19. November 2021 auf Prime Video Premiere, die zweite Staffel startete am 1. September 2023. Rosamund Pike coproduziert die Serie und verkörpert auch eine der Hauptrollen. Vor der Premiere der zweiten Staffel wurde die Serie um eine dritte Staffel verlängert; diese startete am 13. März 2025. Nach der dritten Staffel wurde die Serie abgesetzt.

## Besetzung und Synchronisation
Die deutschsprachige Synchronisation entsteht bei FFS Film- & Fernseh-Synchron GmbH (Staffel 1) und Arena Synchron (Staffel 2–3) in München nach Dialogbüchern und unter der Dialogregie von Benedikt Rabanus.

### Hauptbesetzung
| Rolle                   | Schauspieler          | Hauptrolle (Episoden)                                 | Nebenrolle (Episoden)                 | Synchronsprecher     |
| ----------------------- | --------------------- | ----------------------------------------------------- | ------------------------------------- | -------------------- |
| Moiraine Damodred       | Rosamund Pike         | 1.01–3.08                                             |                                       | Alexandra Wilcke     |
| Lan Mandragoran         | Daniel Henney         | 1.01–3.08                                             |                                       | Markus Pfeiffer      |
| Nynaeve al’Meara        | Zoë Robins            | 1.01–3.08                                             |                                       | Malika Bayerwaltes   |
| Egwene Al’Vere          | Madeleine Madden      | 1.01–3.08                                             |                                       | Leslie-Vanessa Lill  |
| Rand al’Thor            | Josha Stradowski      | 1.01–3.08                                             |                                       | Tobias Kern          |
| Perrin Aybara           | Marcus Rutherford     | 1.01–3.08                                             |                                       | Pirmin Sedlmeir      |
| Mat Cauthon             | Barney Harris         | 1.01–1.08                                             |                                       | Sebastian Griegel    |
| Mat Cauthon             | Dónal Finn            | 2.01–3.08                                             |                                       | Sebastian Griegel    |
| Liandrin Guirale        | Kate Fleetwood        | 1.01–1.06, 2.01–2.07, 3.01, 3.03, 3.06, 3.08          |                                       | Caroline Ebner       |
| Alanna Mosvani          | Priyanka Bose         | 1.03–1.06, 2.01–2.04, 2.06–2.07, 3.01–3.03, 3.05–3.07 |                                       | Eva-Maria Reichert   |
| Loial                   | Hammed Animashaun     | 1.05–2.03, 2.05–3.07                                  |                                       | Pat Zwingmann        |
| Siuan Sanche            | Sophie Okonedo        | 1.06, 2.06–2.07, 3.01–3.02, 3.05, 3.08                |                                       | Maria Magdalena Rabl |
| Min Farshaw             | Kae Alexander         | 1.07–1.08, 2.02–2.04, 2.06, 3.02–3.03, 3.06, 3.08     |                                       | Elisabeth von Koch   |
| Ishamael / Ba’alzamon   | Fares Fares           | 1.08–2.08, 3.06                                       |                                       | Frank Schaff         |
| Selene / Lanfear        | Natasha O’Keeffe      | 2.01–3.08                                             |                                       | Vanessa Eckart       |
| Elayne Trakand          | Ceara Coveney         | 2.01–3.08                                             |                                       | Paulina Rümmelein    |
| Verin Mathwin           | Meera Syal            | 2.01–2.02, 2.05–3.08                                  |                                       | Michèle Tichawsky    |
| Logain Ablar            | Álvaro Morte          | 2.02–2.04, 2.06–2.07                                  | 1.03–1.06                             | Nico Mamone          |
| Anvaere Damodred        | Lindsay Duncan        | 2.03–2.07                                             |                                       | Dagmar Dempe         |
| Aviendha                | Ayoola Smart          | 2.05, 2.07–3.08                                       |                                       | Marcia von Rebay     |
| Moghedien               | Laia Costa            | 2.08–3.08                                             |                                       | Regina Beckhaus      |
| Padan Fain              | Johann Myers          | 3.01–3.07                                             | 1.01, 1.07–2.01, 2.05, 2.08           | Stefan Günther       |
| Maksim                  | Taylor Napier         | 3.01–3.03, 3.05–3.07                                  | 1.03–1.06, 2.01–2.02, 2.04, 2.06–2.07 | René Oltmanns        |
| Leane Sharif            | Jennifer Sheon Garcia | 3.01–3.03, 3.08                                       | 1.06, 2.01–2.04, 2.06–2.07            | Leoni Beckenbach     |
| Elaida a'Roihan         | Shohreh Aghdashloo    | 3.02–3.08                                             |                                       | Angelika Bender      |
| Königin Morgase Trakand | Olivia Williams       | 3.02                                                  |                                       | Elisabeth Günther    |
| Faile Bashere           | Isabella Bucceri      | 3.03, 3.05–3.08                                       |                                       | Lea Kalbhenn         |

### Nebenbesetzung
| Rolle                        | Schauspieler         | Nebenrolle (Episoden)                 | Synchronsprecher    |
| ---------------------------- | -------------------- | ------------------------------------- | ------------------- |
| Tam al'Thor                  | Michael McElhatton   | 1.01, 1.07, 2.03                      | Jürgen Jung         |
| Laila Dearn                  | Helena Westerman     | 1.01, 1.03                            |                     |
| Eamon Valda                  | Abdul Salis          | 1.02, 1.05, 2.05, 2.08, 3.03, 3.06    | Ole Pfennig         |
| Cenn Buie                    | David Sterne         | 1.02–1.03                             |                     |
| Raen                         | Narinder Samra       | 1.03–1.05                             | Christian Giegerich |
| Aram                         | Daryl McCormack      | 1.03–1.05, 3.07                       | Maximilian Belle    |
| Ila                          | Maria Doyle Kennedy  | 1.03–1.05, 3.07                       |                     |
| Thom Merrilin                | Alexandre Willaume   | 1.03–1.04, 3.06, 3.08                 | Stefan Lehnen       |
| Ihvon                        | Emmanuel Imani       | 1.04–1.06, 2.01–2.02, 2.04, 2.06–2.07 | Dustin Peters       |
| Ihvon                        | Anthony Kaye         | 3.01                                  | Dustin Peters       |
| Stepin                       | Peter Franzén        | 1.04–1.05                             | Thomas Darchinger   |
| König von Ghealdan           | Miguel Álvarez       | 1.04–1.05                             |                     |
| Kerene Nagashi               | Clare Perkins        | 1.04–1.05, 3.08                       |                     |
| Berden Sanche                | Peter De Jersey      | 1.06                                  | Matthias Kupfer     |
| Uno Nomesta                  | Guy Roberts          | 1.07–2.03, 2.05, 2.08                 |                     |
| Lews Therin Thelamon         | Alexander Karim      | 1.08, 2.08                            | Tom Dulovits        |
| Ingtar Shinowa               | Gregg Chilingirian   | 2.01–2.03, 2.05–2.06, 2.08            |                     |
| Elyas Machera                | Gary Beadle          | 2.01–2.05                             |                     |
| Sherim Bayanar               | Rima Te Wiata        | 2.01–2.03, 2.05                       | Dorothea Anzinger   |
| Tomas                        | Heikko Deutschmann   | 2.01–2.02, 2.06–2.07                  | Heikko Deutschmann  |
| Hochlady Suroth              | Karima Adebibe       | 2.02–2.03, 2.05–2.06, 2.08            |                     |
| Renna                        | Xelia Mendes-Jones   | 2.05–2.08                             | Stefanie Dischinger |
| Barthanes Damodred           | Will Tudor           | 2.05–2.07                             | Benedikt Gutjan     |
| Yasicca                      | Katie Leung          | 2.05–2.07                             |                     |
| Dain Bornhald                | Jay Duffy            | 2.05, 2.08, 3.03                      | Julian Bayer        |
| Hochlord Turak               | Daniel Francis       | 2.05, 2.08                            | Alexander Brem      |
| Ryma                         | Nyokabi Gethiaga     | 2.05–2.06                             |                     |
| Bain                         | Ragga Ragnars        | 2.07–                                 | Laura Preiss        |
| Chiad                        | Maja Simonsen        | 3.01                                  |                     |
| Galina Casban                | Clare Dunne          | 3.01                                  |                     |
| Alvarin Freidhen             | Clare-Hope Ashitey   | 3.01                                  |                     |
| Prinzgemahl Gaebril / Rahvin | Nuno Lopes           | 3.02–3.06, 3.08                       |                     |
| Gawyn Trakand                | Luke Fetherston      | 3.02–3.03                             |                     |
| Galad Damodred               | Callum Kerr          | 3.02–3.03                             |                     |
| Bair                         | Nukâka Coster-Waldau | 3.02–3.03, 3.06, 3.08                 | Marion Hartmann     |
| Rhuarc                       | Kevin Kraus          | 3.02–3.03, 3.08                       | Kevin Kraus         |
| Sammael                      | Cameron Jack         | 3.03, 3.06, 3.08                      |                     |
| Sealdre                      | Judith Georgi        | 3.04                                  |                     |

## Episodenliste

### Staffel 1
Die Erstausstrahlung der ersten Staffel erfolgte vom 19. November bis zum 24. Dezember 2021 auf Prime Video in wöchentlicher Ausstrahlung, wobei die ersten drei Episoden direkt am Starttermin veröffentlicht wurden.
| Nr. (ges.) | Nr. (St.) | Deutscher Titel                  | Originaltitel           | Erstausstrahlung USA | Deutschsprachige Erstausstrahlung (D/A/Ch) | Regie            | Drehbuch                                  |
| ---------- | --------- | -------------------------------- | ----------------------- | -------------------- | ------------------------------------------ | ---------------- | ----------------------------------------- |
| 1          | 1         | Abschied                         | Leavetaking             | 19. Nov. 2021        | 19. Nov. 2021                              | Uta Briesewitz   | Rafe Judkins                              |
| 2          | 2         | Drohende Schatten                | Shadow’s Waiting        | 19. Nov. 2021        | 19. Nov. 2021                              | Uta Briesewitz   | Amanda Shuman                             |
| 3          | 3         | Eine sichere Zuflucht            | A Place of Safety       | 19. Nov. 2021        | 19. Nov. 2021                              | Wayne Yip        | The Clarkson Twins                        |
| 4          | 4         | Der wiedergeborene Drache        | The Dragon Reborn       | 26. Nov. 2021        | 26. Nov. 2021                              | Wayne Yip        | Dave Hill                                 |
| 5          | 5         | Der Ruf des Blutes               | Blood Calls Blood       | 3. Dez. 2021         | 3. Dez. 2021                               | Salli Richardson | Celine Song                               |
| 6          | 6         | Die Flamme von Tar Valon         | The Flame of Tar Valon  | 10. Dez. 2021        | 10. Dez. 2021                              | Salli Richardson | Justine Juel Gillmer                      |
| 7          | 7         | Dunkelheit über den Kurzen Wegen | The Dark Along the Ways | 17. Dez. 2021        | 17. Dez. 2021                              | Ciaran Donnelly  | Amanda Kate Shuman & Katherine B. McKenna |
| 8          | 8         | Die Suche nach dem Auge der Welt | The Eye of the World    | 24. Dez. 2021        | 24. Dez. 2021                              | Ciaran Donnelly  | Rafe Judkins                              |

### Staffel 2
Die Erstausstrahlung der zweiten Staffel begann am 1. September 2023 mit den ersten drei Episoden auf Prime Video, die übrigen wurden bis zum 6. Oktober 2023 wöchentlich veröffentlicht.
| Nr. (ges.) | Nr. (St.) | Deutscher Titel                 | Originaltitel         | Erstausstrahlung USA | Deutschsprachige Erstausstrahlung (D/A/Ch) | Regie         | Drehbuch                     |
| ---------- | --------- | ------------------------------- | --------------------- | -------------------- | ------------------------------------------ | ------------- | ---------------------------- |
| 9          | 1         | Ein Vorgeschmack der Einsamkeit | A Taste of Solitude   | 1. Sept. 2023        | 1. Sept. 2023                              | Thomas Napper | Amanda Kate Shuman           |
| 10         | 2         | Fremde und Freunde              | Strangers and Friends | 1. Sept. 2023        | 1. Sept. 2023                              | Thomas Napper | Katherine B. McKenna         |
| 11         | 3         | Die Prüfung                     | What Might Be         | 1. Sept. 2023        | 1. Sept. 2023                              | Sanaa Hamri   | John McCutcheon              |
| 12         | 4         | Tochter der Nacht               | Daughter of the Night | 8. Sept. 2023        | 8. Sept. 2023                              | Sanaa Hamri   | Dave Hill                    |
| 13         | 5         | Damane                          | Damane                | 15. Sept. 2023       | 15. Sept. 2023                             | Maja Vrvilo   | Ruhit Kumar                  |
| 14         | 6         | Die Zähmung                     | Eyes Without Pity     | 22. Sept. 2023       | 22. Sept. 2023                             | Maja Vrvilo   | Rammy Park                   |
| 15         | 7         | Daes Dae’mar                    | Daes Dae’mar          | 29. Sept. 2023       | 29. Sept. 2023                             | Sanaa Hamri   | Justine Juel Gillmer         |
| 16         | 8         | Wie es vorherbestimmt war       | What Was Meant to Be  | 6. Okt. 2023         | 6. Okt. 2023                               | Sanaa Hamri   | Rafe Judkins & Timothy Earle |

### Staffel 3
Die Erstausstrahlung der dritten Staffel begann am 13. März 2025 mit den ersten drei Episoden auf Prime Video, die übrigen wurden bis zum 17. April 2025 wöchentlich veröffentlicht.
| Nr. (ges.) | Nr. (St.) | Deutscher Titel                   | Originaltitel              | Erstausstrahlung USA | Deutschsprachige Erstausstrahlung (D/A/Ch) | Regie            | Drehbuch             |
| ---------- | --------- | --------------------------------- | -------------------------- | -------------------- | ------------------------------------------ | ---------------- | -------------------- |
| 17         | 1         | Wettlauf mit dem Schatten         | To Race the Shadow         | 13. März 2025        | 13. März 2025                              | Ciaran Donnelly  | Justine Juel Gillmer |
| 18         | 2         | Eine Frage des Rots               | A Question of Crimson      | 13. März 2025        | 13. März 2025                              | Ciaran Donnelly  | Katherine B. McKenna |
| 19         | 3         | Schattensaat                      | Seeds of Shadow            | 13. März 2025        | 13. März 2025                              | Thomas Napper    | Beverly Okhio        |
| 20         | 4         | Die Straße zum Speer              | The Road to the Spear      | 20. März 2025        | 20. März 2025                              | Thomas Napper    | Rafe Judkins         |
| 21         | 5         | Tel’aran’rhiod                    | Tel’aran’rhiod             | 27. März 2025        | 27. März 2025                              | Marta Cunningham | Ajoke Ibrionke       |
| 22         | 6         | Schatten in der Nacht             | The Shadow in the Night    | 3. Apr. 2025         | 3. Apr. 2025                               | Marta Cunningham | Rammy Park           |
| 23         | 7         | Goldauge                          | Goldeneyes                 | 10. Apr. 2025        | 10. Apr. 2025                              | Ciaran Donnelly  | Dave Hill            |
| 24         | 8         | Der mit der Morgendämmerung kommt | He who comes with the Dawn | 17. Apr. 2025        | 17. Apr. 2025                              | Ciaran Donnelly  | Justine Juel Gillmer |

## Entstehungsgeschichte
Im Jahr 2000 sicherte sich der Fernsehsender NBC die Adaptionsrechte an Jordans Werk Das Rad der Zeit, ließ diese jedoch ungenutzt. Vier Jahre später verkaufte Jordan die Adaptionsrechte an die Firma Red Eagle Entertainment. Diese produzierte im Jahr 2015 eine 22-minütige Pilotfolge für den Kabelsender FXX und konnte somit die Adaptionsrechte behalten. Harriet McDougal, Jordans Witwe, die bereits Diskussionen mit Sony über einen neuen Adaptionsvertrag führte, missfiel die Vorgehensweise. Da sie dies publik machte, wurde sie anschließend von Red Eagle Entertainment für ihre Kommentare verklagt. Die Klage wurde jedoch im Jahr 2016 fallengelassen.
In Kooperation zwischen Red Eagle Entertainment mit Sony Pictures Television und Radar Pictures wurde schließlich am 20. April 2017 eine neue Adaption von Das Rad der Zeit angekündigt. Dabei wurde Rafe Judkins als Showrunner und McDougal als beratende Produzentin angedacht. Als Executive Producer wurden Rick Selvage, Larry Mondragon, Ted Field, Mike Weber und Darren Lemke vorgesehen.
Am 2. Oktober 2018 ließ Amazon verlauten, Das Rad der Zeit als Serie bestellt zu haben und zudem als Produktionsunternehmen an der Serie mitzuwirken. Die Serie wird dabei für das eigene Streamingangebot Prime Video produziert.
Im Juni 2019 wurde schließlich bekannt gegeben, dass Uta Briesewitz als Regisseurin der ersten zwei Episoden fungiert. Im Juli desselben Jahres wurde ferner angekündigt, dass Rosamund Pike die Protagonistin Moiraine verkörpert. Im August 2019 wurde der Cast für fünf weitere Hauptrollen bekanntgegeben. Am 16. September 2019 begannen die Dreharbeiten. Eine zweite Staffel wurde schon im Jahr 2021, also vor der Erstausstrahlung von Staffel 1 angekündigt. Die Dreharbeiten wurden im Jahr 2022 im Wesentlichen abgeschlossen. Die zweite Staffel wurde am 1. September 2023 veröffentlicht.